# مونیکا تیئودورسکو
مونیکا تیئودورسکو (زادهٔ ۲ مارس ۱۹۶۳ میلادی) یک سوارکار زن اهل کشور آلمان در رشتهٔ درساژ است.

## زندگی‌نامه
مونیکا تیئودورسکو در شهر هاله نوردراین وستفالن به دنیا آمد. پدر او یک مرد رومانیایی الاصل به نام جورج تیئودورسکو که او نیز سوارکار درساژ و مادرش با نام اینگه تیئودورسکو (نام پیش از ازدواج اینگه فلگیبل) که او نیز در رشتهٔ پرش با اسب فعالیت می‌کرد بودند. مادر مونیکا تیئودورسکو دختر هنس فلیگبل که برادر اریش فلگیبل یکی از مشارکت کنندگان در کودتای ۲۰ ژوئیه می‌باشد بود.
در سال ۲۰۱۲ میلادی کمیتهٔ سوارکاری المپیک آلمان تیئودورسکو را به عنوان مربی جدید تیم درساژ آلمان منصوب کرد.